# Xylocopa inconspicua
Xylocopa inconspicua är en biart som beskrevs av Maa 1937. Xylocopa inconspicua ingår i släktet snickarbin, och familjen långtungebin. Inga underarter finns listade i Catalogue of Life.